# 桂弥っこ
桂 弥っこ（かつら やっこ、1989年4月6日 - ）は島根県雲南市大東町出身の落語家（上方噺家）。本名は三島 学（みしま がく）。
所属事務所は米朝事務所。上方落語協会会員。

## 来歴
島根県立松江南高等学校から高崎経済大学へ進学する。友人に勧められ、生前の桂枝雀のDVDを見て、東京・新宿や上野の寄席へ通うようになった。メーカーの営業職に就いたが、落語への思いを断てず、1年半で退社した。2014年2月、桂吉弥に入門。同年大阪府交野市の寺で初舞台。